# Theodor Kallifatides

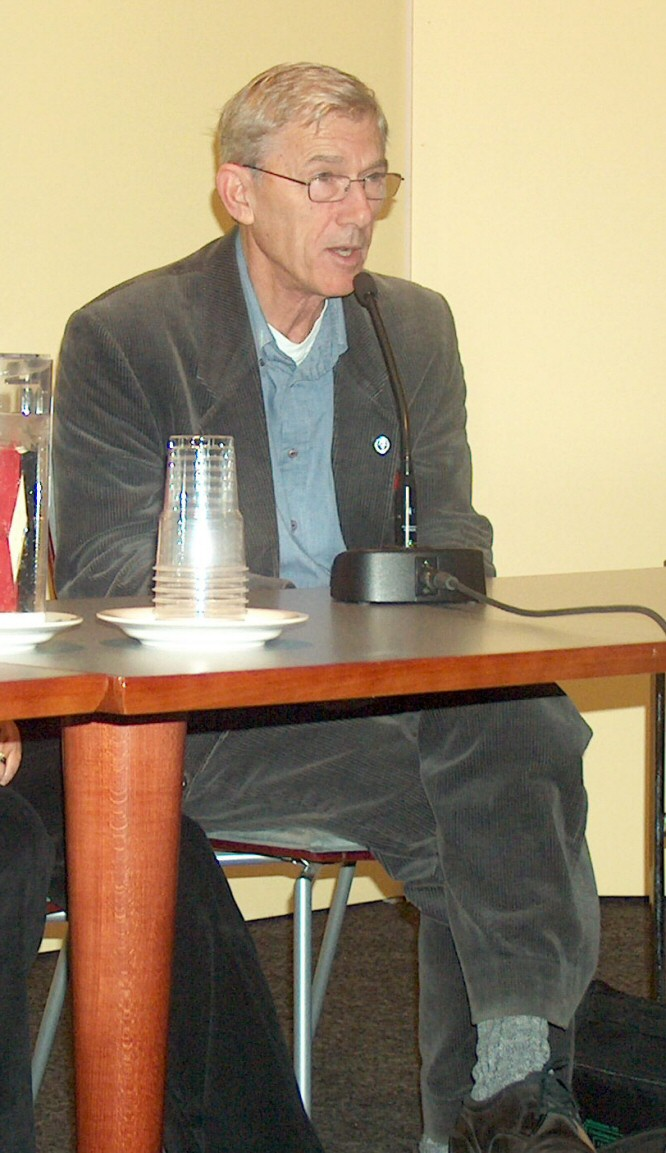
Theodor Kallifatides na Targach Książki w Helsinkach, 2004

Theodor Kallifatides (ur. 12 marca 1938 w Molai na Peloponezie) – szwedzki pisarz greckiego pochodzenia.
W 1964 wyemigrował do Szwecji. W latach 1969–1972 pracował na uniwersytecie w Sztokholmie. W latach 1972–1976 był naczelnym redaktorem Bonniers litterära magasin.
Jest autorem wielu książek, w których wykorzystuje swoje doświadczenia jako Greka i greckiego emigranta.

## Nagrody
- 2002 – Stina Aronsons pris (50 000 koron szwedzkich)[1]

## Wydane książki
- Minnet i exil (1969)
- Utlänningar (1971)
- Tiden är inte oskyldig (1971)
- Bönder och herrar (1973)
- Plogen och svärdet (1975)
- Den sena hemkomsten. Skisser från Grekland (1976)
- Den grymma freden (1977)
- Kärleken (1978)
- Mitt Aten (1978), wspólnie z Henrikiem Tikkanenem
- En fallen ängel (1981)
- Brännvin och rosor (1983)
- Lustarnas herre (1986)
- En lång dag i Athen (1989)
- Sidospår (1991)
- Vem var Gabriella Orlova? (1992)
- Cypern (1992)
- Ett liv bland människor (1994)
- Svenska texter (1994)
- Det sista ljuset (1995)
- Afrodites tårar (1996)
- De sju timmarna i paradiset (1998)
- För en kvinnas röst (1999)
- Ett enkelt brott (2000)
- Ett nytt land utanför mitt fönster (2001)
- Den sjätte passageraren (2002)
- En kvinna att älska (2003)
- I hennes blick (2005)